# Mehrdad Minavand
Mehrdad Minavand (30. listopadu 1975 Teherán – 27. ledna 2021 Teherán) byl íránský fotbalista, levý záložník.

## Klubová kariéra
Hrál v Íránu za Keshavarz FC a Persepolis FC. Dále působil v Rakousku v SK Sturm Graz a v Belgii v R. Charleroi SC. V Íránu hrál opět za Persepolis FC, dále ve Spojených arabských emirátech v týmu Al Shabab Al Arabi Club Dubai, po návratu do Íránu opět v Persepolis FC a dále v Sepahan FC a Rah Ahan Teherán. V sezóně 1998/99 vyhrál se Sturmem Graz Rakouskou Bundesligu. V Lize mistrů UEFA nastoupil ve 14 utkáních a v její kvalifikaci v 5 utkáních a v Evropské lize UEFA nastoupil ve 2 utkáních.
Zemřel na komplikace spojené s nákazou koronavirem.

## Reprezentační kariéra
Za íránskou fotbalovou reprezentaci nastoupil v letech 1996–2003 v 67 reprezentačních utkáních a dal 4 góly. Byl členem íránské reprezentace na Mistrovství světa ve fotbale 1998, nastoupil ve 3 utkáních.